# ساسر (دودة حاسوب)
ساسر هي دودة حاسوبية، سريعة الإنتشار، تنتشر عبر أحد الثغرات الأمنية في إصدارين من نظام التشغيل «مايكروسوفت ويندوز»: ويندوز 2000 وويندوز إكس بي، التي انتجتها شركة مايكروسوفت.

## تاريخ
في غضون ساعات من ظهور أول دودة ساسر ظهرت متغيرات جديدة على الإنترنت (ثلاثة خلال ثلاثة أيَّام)، أُطلق عليها Sasser.B و Sasser.C و Sasser.D. كانت آثارها محسوسةً في جميع أنحاء العالم.
في 1 مايو 2004 انتشر الإصدار الجديد من الفيروس ساسر، وهو ساسر بي (بالإنجليزية: Sasser B)‏، من خلال الاستفادة من الخلل الذي أبلغت عنه مايكروسوفت في 14 أبريل مِن نفس العام في العديد من إصدارات ويندوز.

## الانتشار
بحسب شركة «سيمانتك» الأمريكيَّة، فإنَّ هذا الفيروس يُصيب الأجهزة العاملة على أنظمة: «ويندوز 2000»، «ويندوز سيرفر 2003»، «ويندوز إكس بي»، غير أنَّ الأجهزة العاملة على نُظم «ويندوز 95»، «ويندوز 98»، «ويندوز ميلينيوم»، «ويندوز إن تي» لن تتضرر، إضافة إلى الأجهزة التي تعمل بنظام ماكنتوش ولينوكس ويونكس، لن تتضرر كذلك.
صرَّحت شركة باندا سوفتوير أنَّ الدول الخمس تأثرت بالفيروس هي هندوراس والإمارات العربية المتحدة وبنما وإستونيا وتايوان، ثُمَّ تليها بدرجةٍ أقل اليونان وأندورا وألمانيا وإسبانيا.

## الإصابة

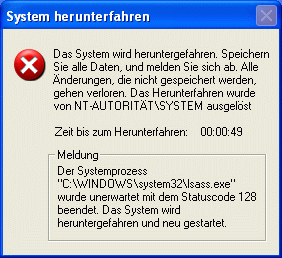
صورة النافذة التي تظهر عند الإصابة بالفيروس (التعليق على الصورة باللُغة الألمانيَّة)

عند الإصابة بالفيروس، تظهر شاشة مُشابهة للصورة الموضَّحة، وعندئذٍ سيعد تنازليًّا إلى الصفر وبعدها يغلق النظام تمامًا. سيذكر التحذير «تم بدء إيقاف التشغيل هذا بواسطة NT AUTHORITY\SYSTEM». كما ستشير الرسالة إلى إنهاء عملية النظام المُشار إليها باسم «lsass.exe»، بشكلٍ غير متوقع.

## مُؤلِّف الدودة
كاتب الدودة كان سفين جاشان [الألمانية]، طالب يبلغ من العمر 17 عامًا من وافينسن [الألمانية] القريبة من روتنبورغ أن در فومه، وقد اُعتقل مؤقتًا في 7 مايو 2004. في ذلك الوقت كان يدرس في مدرسة مهنيَّة لعلوم الكمبيوتر. وكان أيضًا مسؤولاً عن الإصدارات الأصلية من ديدان «نيتسكاي [الألمانية]».
في 8 يوليو 2005، حُكم على سفين جاشان بالسجن لمدة عام وتسعة أشهر تحت المراقبة و 30 ساعة من الخدمة المجتمعية من قبل محكمة الأحداث التابعة لمحكمة مقاطعة فيردن.

### باللُغة العربيَّة
1. ↑  "ساسر… قفزة جديدة وخطيرة في تكنولوجيا الفيروسات" [يعتبر الفيروس الحاسوبي الدودي "ساسر" أسرع فيروس كتب حتى الآن، مستغلا إحدى الثغرات الأمنية في إصدارين من نظام التشغيل هما: وندوز 2000 وXP، اللذين أنتجتهما شركة مايكروسوفت.]. الجزيرة.نت. شبكة الجزيرة الإعلامية. 6 مايو 2004. مؤرشف من الأصل في 2023-07-15. اطلع عليه بتاريخ 2023-07-15.
2. ↑  "يخترق ملايين الأجهزة في العالم "ساسر" فيروس كمبيوتري جديد ينتشر تلقائياً". جريدة الأيَّام. 3 مايو 2004. مؤرشف من الأصل في 2023-07-15. اطلع عليه بتاريخ 2023-07-15.
3. ↑  Limited، Elaph Publishing (5 مايو 2004). "فيروس "ساسر" يصيب الملايين من أجهزة الكمبيوتر". صحيفة إيلاف الإلكترونيَّة. مؤرشف من الأصل في 2023-07-15. اطلع عليه بتاريخ 2023-07-15.

### بلُغاتٍ أُخرى
1. ↑  Roberts, Paul F. (7 May 2004). "Sasser a warning of things to come". InfoWorld [الإنجليزية] (بالإنجليزية). Archived from the original on 2023-07-15. Retrieved 2023-07-15.
2. ↑  "Virus informatique - La version B du ver Sasser semble monter en puissance". لو دوفوار (بالفرنسية). 3 May 2004. Archived from the original on 2023-07-15. Retrieved 2023-07-15.
3. ↑  "PC Hell: Sasser Worm Virus Removal Instructions". PC Hell. مؤرشف من الأصل في 2023-03-14. اطلع عليه بتاريخ 2023-07-15.
4. ↑  "Festnahme: Von Waffensen in die Welt". FAZ.NET (بالألمانية). 9 May 2004. ISSN:0174-4909. Archived from the original on 2021-10-27. Retrieved 2023-07-15.
5. ↑  "Der Hacker von der Wümme". www.rotenburger-rundschau.de (بالألمانية). 19 Nov 2016. Archived from the original on 2023-05-11. Retrieved 2023-07-15.